# 伊塔蒂拉
伊塔蒂拉（葡萄牙語：Itatira）是巴西塞阿拉州的一个市镇。总面积783.347平方公里，总人口15113人，人口密度19.3人/平方公里。